# كاتدرائية (دقة)
كاتدرائية دقة هي معلم أثري تونسي مصنف من قبل المعهد الوطني للتراث يقع في ولاية باجة في الشمال الغربي التونسي. تمثل الكنيسة المعلم المسيحي الوحيد الذي تم اكتشافه حتى الآن في الموقع الأثري بدقة.

## الموقع
يوجد المعلم في الجزء الشمال شرقي من الموقع الأثري بدقة فوق معبد ساتورن.

## تاريخها

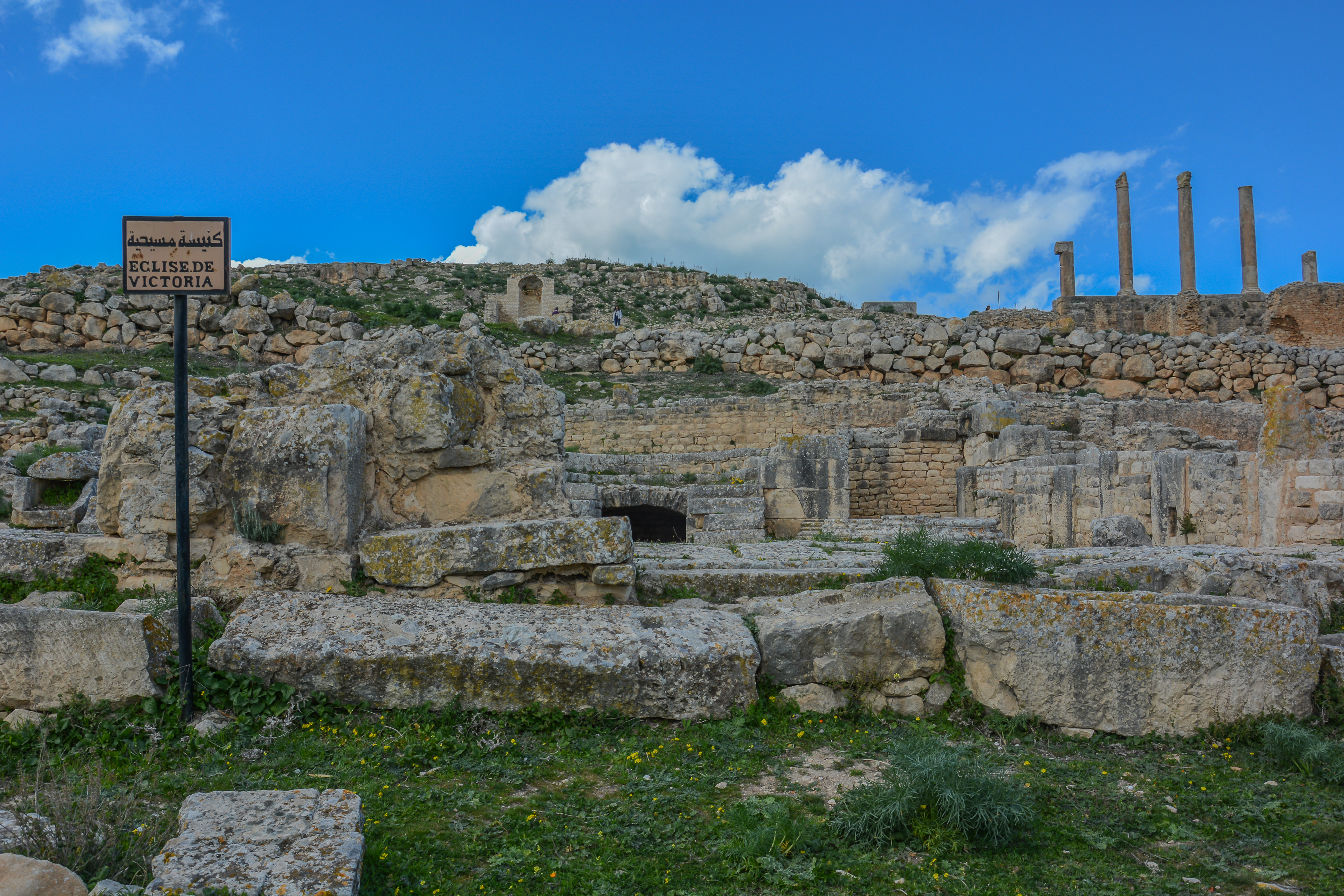
هذه صورة للمعلم المحمي المحدد برقم 31-51 بتونس.

بنيت الكنيسة في ما بين نهاية القرن الرابع وبداية القرن الخامس على يد السكان المسيحيين فوق أنقاض مقبرة وثنية.
تم تصنيف المعلم كمعلم وطني في يوم 13 مارس 1912.

## مقالات ذات صلة
- قائمة المعالم الأثرية المصنفة في تونس